# Groenlandia
Groenlandia là một chi thực vật có hoa trong họ Potamogetonaceae.